# Космос-2449
Космос-2449 је један од преко 2400 совјетских вјештачких сателита лансираних у оквиру програма Космос.
Космос-2449 је лансиран са космодрома Тјуратам, Бајконур, Казахстан, 25. децембра 2008. Ракета-носач Протон-М је поставила сателит у орбиту око планете Земље. 